# 더 다크니스 (비디오 게임)
《더 다크니스》(The Darkness)는 스타브리즈 스튜디오에 의해 개발된 1인칭 시점 슈팅 게임 (FPS)이다. 이미지 코믹스에서 간행된 동명의 미국 만화를 소재로 한 2007년 호러 FPS이다. 2012년 2월에 북미, 유럽, 일본에서 속편인 《더 다크니스 II》가 발매되었다.

## 평가
| 평론 점수 평론사 점수 PS3 엑스박스 360 에지 7/10 [ 1 ] N/A EGM 8/10 [ 2 ] 8/10 [ 2 ] 유로게이머 N/A 8/10 [ 3 ] 패미츠 N/A 30/40 [ 4 ] 게임 인포머 8.75/10 [ 5 ] 8.75/10 [ 5 ] 게임 레볼루션 B− [ 6 ] B− [ 6 ] 게임프로 N/A 3.75/5 [ 7 ] 게임스팟 8.5/10 [ 8 ] 8.5/10 [ 8 ] 게임스파이 [ 9 ] [ 9 ] 게임트레일러스 8.2/10 [ 10 ] 8.2/10 [ 10 ] 게임존 8.5/10 [ 11 ] 8.5/10 [ 12 ] IGN 7.8/10 [ 13 ] (US) 7.8/10 [ 14 ] (AU) 7.3/10 [ 15 ] OXM (US) N/A 8/10 [ 16 ] PSM 9/10 [ 17 ] N/A The A.V. Club C [ 18 ] C [ 18 ] The New York Times (favorable) [ 19 ] (favorable) [ 19 ] 통합 점수 메타크리틱 80/100 [ 20 ] 82/100 [ 21 ] |             |                         |
| 평론 점수 |             |                         |
| 평론사 | 점수        | 점수                    |
| 평론사 | PS3         | 엑스박스 360            |
| 에지 | 7/10        | N/A                     |
| EGM | 8/10        | 8/10                    |
| 유로게이머 | N/A         | 8/10                    |
| 패미츠 | N/A         | 30/40                   |
| 게임 인포머 | 8.75/10     | 8.75/10                 |
| 게임 레볼루션 | B−          | B−                      |
| 게임프로 | N/A         | 3.75/5                  |
| 게임스팟 | 8.5/10      | 8.5/10                  |
| 게임스파이 | [ 9 ]       | [ 9 ]                   |
| 게임트레일러스 | 8.2/10      | 8.2/10                  |
| 게임존 | 8.5/10      | 8.5/10                  |
| IGN | 7.8/10      | (US) 7.8/10 (AU) 7.3/10 |
| OXM (US) | N/A         | 8/10                    |
| PSM | 9/10        | N/A                     |
| The A.V. Club | C           | C                       |
| The New York Times | (favorable) | (favorable)             |
| 통합 점수 |             |                         |
| 메타크리틱 | 80/100      | 82/100                  |